# Římskokatolická farnost Chřibská
Římskokatolická farnost Chřibská (lat. Kreibicium) je církevní správní jednotka sdružující římské katolíky na území města Chřibská a v jeho okolí. Organizačně spadá do děčínského vikariátu, který je jedním z 10 vikariátů litoměřické diecéze. Centrem farnosti je kostel svatého Jiří v Chřibské.

## Historie farnosti
Tzv. stará farnost pochází ze středověku, přesné datum založení však není známo. Matriky jsou zde vedeny od roku 1649.

### Duchovní správcové vedoucí farnost
Začátek působnosti jmenovaného v duchovní správě farnosti od:
- 1650   Georgius Gregorius Molitor
- 1652   Georgius Gärtner
- 1765   Franciscus Car. Hegenbarth
- 1773   Jos. Flek
- 1795   Jos. Franz † 29. 2. 1812
- 1812   Franc. Hille n. 28. 2. 1768 Niedergrundens, o. 27. 11. 1793 † 15. 4. 1834
- 1835   Franc. Dittrich n. 28. 8. 1796 Wissotschan, o. 24. 8. 1824
- 1840   par. vacat, cap. Gust. Pitschmann
- 1841   Rud. Watzl n. 16. 7. 1795 Leipa, o. 24. 8. 1819, † 29. 10. 1865
- 1866   par.vacat, admin. int. Anton. Hübner
- 1867   Gust. Pietschmann n. 26. 9. 1810 Nixdorf., o. 3. 8. 1835, † 20. 9. 1880
- 1880   par. vacat, admin. int. Jos. Eiselt
- 1881   Anton. Hübner n. 23. 9. 1829 Labau, o. 25. 7. 1856, † 24. 3. 1882
- 1882   Josef Schütz n. 5. 4. 1839 Schönfeld., o. 30. 6. 1864, † 8. 12. 1918
- 1888   Jos. Eiselt n. 7. 3. 1852 B. Kamnitz, o. 15. 7. 1876, † 2. 2. 1923
- 1917   par. vacat admin. interc. Jul. Kopřiva
- 1918   Petrus Schmitz n. 22. 2. 1873 Altenessen ( G ), o. 1. 5. 1897, † 21. 12. 1946
- 1. 1. 1938   Jos. Kollmann n. 11. 2. 1899 Porstendorf, o. 28. 6. 1925, † 20. 12. 1974
- 1. 3. 1946 Václav Winter
- 1. 8.  1947 Václav Marvan
- 1. 4.  1952 Jan Surý
- 1. 5.  1953   Vojtěch Tkadlčík
- 1. 5.  1956   Josef Jiran
- 27. 11. 1956 Václav Vosáhlo
- 14. 2. 1957 Vojtěch Kulísek
- 1. 12. 1994  Vladimír Sluka
- 1. 9.  1996 Vít Jůza
- 1. 6.  1999 Milan Matfiak
- 1. 7.  2002 Tomáš Kuba
- 1. 7.  2009 Antonín Sedlák, admin. exc. z Krásné Lípy[3]

Kromě kněží stojících v čele farnosti, působili ve farnosti v průběhu její historie i jiní kněží. Většinou pracovali jako farní vikáři, kaplani, katecheté, výpomocní duchovní aj.

### Kněží pocházející z farnosti
- Amandus Josef John OSB, opat z Melku (5.11.1867 Chřibská – 5.7.1942 Melk)

## Území farnosti
Do farnosti náleží území obce:
- Dolní Chřibská (Niederkreibitz[p 2])
- Horní Chřibská (Oberkreibitz[p 2])
- Chřibská (Kreibitz[p 2])
- Krásné Pole (Schönfeld[p 2])
- Nová Chřibská (Neukreibitz[p 2])
- Rybniště (Teichstatt[p 2])
- Studený (Kaltenbach[p 2])

## Římskokatolické sakrální stavby na území farnosti
| | Fotografie | Stavba                        | Místo          | Bohoslužby                      | Zeměpisné souřadnice             | Status                  | Číslo kulturní památky           |
| Kostel | Kostel     | Kostel                        | Kostel         | Kostel                          | Kostel                           | Kostel                  | Kostel                           |
| --- | ---------- | ----------------------------- | -------------- | ------------------------------- | -------------------------------- | ----------------------- | -------------------------------- |
| 1. |            | Kostel svatého Jiří           | Chřibská       | bližší informace o bohoslužbách | 50°51′50″ s. š., 14°28′57″ v. d. | farní kostel            | 18623/5-3693 (Pk•MIS•Sez•Obr•WD) |
| Kaple |            |                               |                |                                 |                                  |                         |                                  |
| 2. |            | Kaple svatého Josefa          | Rybniště       | bližší informace o bohoslužbách | 50°52′47″ s. š., 14°30′47″ v. d. | kaple                   | –                                |
| 3. |            | Kaple svatého Lukáše          | Chřibská       | bohoslužba příležitostně        | 50°51′34″ s. š., 14°29′1″ v. d.  | kaple                   | –                                |
| 4. |            | Výklenková (Lischkeova) kaple | Chřibská       | bohoslužba příležitostně        | 50°52′15″ s. š., 14°28′30″ v. d. | výklenková kaple        | –                                |
| 5. |            | Kaple Tří králů               | Rybniště       | bohoslužba příležitostně        | 50°52′32″ s. š., 14°29′46″ v. d. | kaple                   | –                                |
| 6. |            | Farská kaple                  | Rybniště       | bohoslužba příležitostně        | 50°53′14″ s. š., 14°29′38″ v. d. | výklenková kaple        | –                                |
| 7. |            | Hřbitovní kaple               | Chřibská       | bohoslužba příležitostně        | 50°51′58″ s. š., 14°28′59″ v. d. | hřbitovní kaple         | –                                |
| 8. |            | Hřbitovní kaple               | Horní Chřibská | bohoslužba příležitostně        | 50°51′13″ s. š., 14°29′45″ v. d. | hřbitovní kaple         | –                                |
| 9. |            | Hřbitovní kaple               | Rybniště       | bohoslužba příležitostně        | 50°53′4″ s. š., 14°31′18″ v. d.  | hřbitovní kaple         | –                                |
| Zaniklé objekty |            |                               |                |                                 |                                  |                         |                                  |
| 10. |            | Stará hřbitovní kaple         | Chřibská       | nelze sloužit                   | 50°51′54″ s. š., 14°28′59″ v. d. | zbořená hřbitovní kaple | –                                |
| Některé drobné sakrální stavby a pamětihodnosti lze dohledat zde v databázi Drobné sakrální památky Zaniklé sakrální stavby lze dohledat zde v databázi Poškozené a zničené kostely, kaple a synagogy v České republice |            |                               |                |                                 |                                  |                         |                                  |

Ve farnosti se mohou nacházet i další drobné sakrální stavby, místa římskokatolického kultu a pamětihodnosti, které neobsahuje tato tabulka.

## Příslušnost k farnímu obvodu
Z důvodu efektivity duchovní správy byl vytvořen farní obvod (kolatura) farnosti Krásná Lípa, jehož součástí je i farnost Chřibská, která je tak spravována excurrendo. Přehled těchto kolatur je v tabulce farních obvodů děčínského vikariátu.